# メンデルスゾーン全ドイツ音楽大学コンクール
メンデルスゾーン全ドイツ音楽大学コンクール（メンデルスゾーンぜんドイツおんがくだいがくコンクール、独: Felix Mendelssohn Bartholdy Hochschulwettbewerb）は、1878年に創立されたドイツで最も古いクラシック音楽のコンクール。開催地をベルリン芸術大学とし、これまでに数々の著名演奏家を世に送り出した伝統的な登竜門としても知られる。
ベルリン・メンデルスゾーン国際コンクール、メンデルスゾーン・コンクール、メンデルスゾーン音楽院コンクールなどと呼ばれることもあるが、イタリアで開催されているメンデルスゾーン国際コンクールとは無関係である。
日本人では、仲道郁代、長島達也、久末航（ひさすえわたる）が優勝している。2020年度は弦楽四重奏部門と声楽部門の限定で、1月15日から1月18日にベルリン芸術大学にて開催され、韓国のバウム弦楽四重奏団がグランプリに輝いた。